# Eridan
 Ovo je glavno značenje pojma Eridan. Za druga značenja pogledajte Eridan (razdvojba).
Eridan (grč. Ἠρῐδᾰνός, Eridanós) u grčkoj mitologiji rijeka je u Hadu.

## Mitologija
Kad je Faetont, Helijev sin, umro strovalivši se u Eridan pošto je vozio očeva kola, njegove su sestre Helijade neutješno plakale te je od njihovih suza nastao jantar.
Na ovoj su rijeci bile i riječne nimfe koje su Heraklu pomogle naći Hesperidin vrt.

## Vanjske poveznice
- Eridan u klasičnoj literaturi i umjetnosti (engl.)